# Ebenopsis
Ebenopsis es un género de  árboles perteneciente a la familia de las fabáceas. Comprende 5 especies descritas y de estas, solo 3 aceptadas. Se encuentra en Sudamérica

## Taxonomía
El género fue descrito por Britton & Rose y publicado en North American Flora 23(1): 33. 1928.
Etimología
Ebenopsis: nombre genérico que deriva de las palabras griegas ἔβενος (ébenos), que significa ébano, y ὄψις (opsis), que significa "vista, parecido."

## Especies aceptadas
A continuación se brinda un listado de las especies del género Ebenopsis aceptadas hasta agosto de 2012, ordenadas alfabéticamente. Para cada una se indica el nombre binomial seguido del autor, abreviado según las convenciones y usos.
- Ebenopsis caesalpinioides (Standl.) Britton & Rose
- Ebenopsis confinis (Standl.) Barneby & J.W.Grimes
- Ebenopsis ebano (Berland.) Barneby & J.W.Grimes